# Леонидовка (река)
Леонидовка — река в России, на острове Сахалин. Правобережный приток реки Поронай, в 1,7 км от устья. Протекает по территории Поронайского городского округа Сахалинской области. Берёт начало с горы Победа Камышового хребта. Общая протяжённость реки составляет — 95 км. Площадь водосборного бассейна насчитывает 850 км². Общее направление течения с северо-запада на юго-восток. Средний годовой объём стока — 0,39 км³.

## Данные водного реестра
По данным государственного водного реестра России относится к Амурскому бассейновому округу.
Код объекта в государственном водном реестре — 20050000212118300004768.